# Claire Walka
Claire Walka (* 1978 in Stuttgart) ist eine deutsche Autorin, Regisseurin und Filmeditorin.

## Ausbildung und Laufbahn
Nach dem Abitur am Leibniz-Gymnasium Stuttgart-Feuerbach studierte Claire Walka an der Hochschule für Gestaltung Offenbach am Main Visuelle Kommunikation mit Schwerpunkt Film und absolvierte ein Auslandssemester im Bereich Videogestaltung an der Facultat de Belles Arts, Universitat de Barcelona. Im Jahr 2006 schloss sie ihr Studium mit dem Diplom ab. Seit 2007 lebt und arbeitet sie in Hamburg. 2008 nahm sie am Berlinale Talent Campus teil und 2013 an der Schreibwerkstatt der Jürgen-Ponto-Stiftung.
Claire Walka schreibt Kurzgeschichten, Drehbücher, experimentelle & lyrische Texte und realisierte als Regisseurin und Drehbuchautorin zahlreiche Kurzspielfilme, Musikvideos und Clips. In ihren Leseperformances verbindet sie klassisches Vorlesen mit Audio- & Videoeinspielern.
Ihre bisher größten internationalen Erfolge waren der Kurzfilm „Promenade d'après-midi“ (2005), der weltweit auf über 100 Festivals gezeigt wurde und die Kurz-Dokumentation „Hotel Bellevue“ (2014) über die Geschichte einer Hoteliersfamilie und ihres Hauses in Lauenburg/Elbe. Die Idee dazu kam ihr 2010 während ihres Aufenthaltes als Literaturstipendiatin im Künstlerhaus Lauenburg. Der Film wurde im Oktober 2014 im Rahmen der Nordischen Filmtage Lübeck uraufgeführt und war seither auf zahlreichen Festivals in aller Welt zu sehen so unter anderem beim Noordelijk Filmfestival Leeuwarden in den Niederlanden, beim IMA Film Festival, Thrissur in Kerala, Indien beim iChill Manila Film Festival auf den Philippinen beim MICA Film Festival, Manaus, Brasilien, wo der Film mit dem Preis „Best Short Doc“ ausgezeichnet wurde, beim Filmfest Schleswig-Holstein in Kiel, beim Multiverse Film Festival in New York und beim Royal Film Festival Benton, Arkansas und beim Festival Cine es Cena in La Laguna, Teneriffa.
Im September 2015 widmete das Künstlerhaus Lauenburg Claire Walka eine erste Retrospektive mit Videos, Animationen, Clips, Kurz- und Dokumentarfilmen aus den Jahren 2002 bis 2014.

## Literarische Veröffentlichungen
- 2009 „Wer kriegt die Krise“, Berliner Wissenschafts-Verlag
- 2010 Existenzminimum (Prosa) in der Anthologie der Preisfrage der jungen Akademie
- 2011 Nicht immer (Prosa) und Unsichtbar (Lyrik) in der Anthologie „Winterreise der Berner Bücherwochen“, Geest-Verlag
- 2011 Insel (Lyrik) in der Anthologie „Lyrischer Lorbeer“
- 2013 Die Welt gehört Euch (Prosa) in „Federlesen“, Anthologie zur Schreibwerkstatt der Jürgen-Ponto-Stiftung
- 2013 Abgetaucht (Lyrik) in der Anthologie „Der Lärm verstummt bis Stille in Dir ist“ zum Brüggener Literaturherbst, Geest Verlag

## Filmographie
- 2002 Wo dich keiner braucht, Kurzspielfilm (Drehbuch, Regie, Schnitt, Produktion)
- 2002 Philine & Phyllis, Kurzspielfilm (Drehbuch, Regie)
- 2003 Klingelkarussell, Kurz-Animationsfilm (Regie, Text, Animation)
- 2003 Kleine Reise, Kurz-Animationsfilm (Drehbuch, Regie, Animation)
- 2004 Immer so weit, Musikvideo (Regie, Kamera, Schnitt, Text, Grafik, Musik)
- 2005 Promenade d´après-midi, Kurzfilm (Regie, Kamera, Schnitt, Musik)
- 2006 Dear Miss Mistress, Musikvideo (Regie, Kamera, Montage, Grafik)
- 2007 Irrläufer, Kurzspielfilm (Drehbuch, Regie, Kamera, Schnitt, Produktion)
- 2008 Ich fordere die Freiheit mit Gebrüll, Kurzfilm (Regie, Schnitt, Produktion)
- 2009 On a day in April, Experimental Kurzfilm (Drehbuch, Regie, Schnitt, Grafik, Produktion)
- 2009 Architekturbüro Scharrenhauser, Kurzspielfilm (Regie, Produktion zusammen mit Fabian Daub)
- 2010 Lichtspuren, Kurzspielfilm (Drehbuch, Regie, Schnitt, Produktion)
- 2010 Ich, Nohohon-Zoku, Kurzfilm (Drehbuch, Regie)
- 2011 Waldmeister – Beitrag für arte Karambolage (Regie, Animation, Sounddesign)
- 2011 Scharrenhausers auf Tour, Kurzspielfilm (Regie & Produktion mit Fabian Daub)
- 2012 30 Jahre Filmbüro Hessen, Kurz-Animationsfilm (Regie, Animation, Sounddesign)
- 2014 Hotel Bellevue, Kurz-Dokumentarfilm (Regie, Kamera, Schnitt, Produktion)

## Auszeichnungen
- 2003 Frankfurter Filmpreis visionale für „Kleine Reise“
- 2004 Media Art Price Friesland für „Kleine Reise“
- 2004 Jury Spezial Price Kurzfilmspiele für „Klingelkarussell“
- 2006 2. Publikumspreis Schmalfilmtage für „Promenade d’après-midi“
- 2007 Auszeichnung beim Visual Music Award Frankfurt 2007 für „Immer so weit“[6]
- 2007 Prädikat Besonders wertvoll & Kurzfilm des Monats mit „Promenade d’après-midi“
- 2008 Gesamtsieger Superkurzfilmfestival zucktertv mit „Ich fordere die Freiheit mit Gebrüll“
- 2009 1. Preis für Experimentalfilm Totí Maribor Slowenien für „On a day in April“
- 2010 Deutscher Wirtschaftsfilmpreis für „Architekturbüro Scharrenhauser“
- 2010 1. Preis Publikum Kurzfilmnacht Greifswald für „Lichtspuren“[7]
- 2010 1. Preis Publikum ClipAward Mannheim für „Architekturbüro Scharrenhauser“
- 2010 Stipendium für Literatur des Landes Schleswig-Holsteins im Künstlerhaus Lauenburg
- 2011 „Einfach gut drauf“ – Siegertext Prosa Goldstaub-Wettbewerb Autorinnenvereinigung
- 2011 1. Oldenburger Kurzfilmpreis für „Scharrenhausers auf Tour“ zwergwerk Festival
- 2011 Jurypreis Realfilm für „Lichtspuren“ Filmfest Annaberg
- 2011 Preis Publikum für „Ich fordere die Freiheit mit Gebrüll“
- 2011 2. Preis Publikum für „Ich, Nohohon Zoku“ Pixelstorm-Award Zürich
- 2011 Premio della Giuria Filmmaker (Jurypreis) für „Lichtspuren“ Efebo Corto Sizilien
- 2011 Prädikat wertvoll der FBW für „Architekturbüro Scharrenhauser“